# Jednist'-SzWSM Płysky (piłka nożna kobiet)
Jednist'-SzWSM Płysky (ukr. ЖФК «Єдність-ШВСМ» Плиски) – ukraiński klub piłki nożnej kobiet, mający siedzibę we wsi Płysky, w obwodzie czernihowskim, na północy kraju, grający w latach 2017–2020 w rozgrywkach ukraińskiej Wyższej ligi piłki nożnej.

## Historia
Chronologia nazw:
- 2001: ŻFK Spartak Czernihów (ukr. ЖФК «Спартак» Чернігів)
- 2017: ŻFK Jednist' Płysky (ukr. ЖФК «Єдність» Плиски)
- 2018: ŻFK Jednist'-SzWSM Płysky (ukr. ЖФК «Єдність-ШВСМ» Плиски)
- 2020: klub rozwiązano

Klub piłkarski Spartak został założony w Czernihowie w 2001 roku. W sezonie 2013 zespół żeński startował w rozgrywkach Pierwszej ligi, zajmując drugie miejsce w grupie 2, ale potem przegrał 0:2 w półfinale z Jatrań-Bazys i w meczu o 3.miejsce z Żytłobud-2-ChOWUFK Charków (0:2). Po roku przerwy, w 2015 ponownie startował w Pierwszej lidze, zajmując drugie miejsce w grupie 1. W następnym sezonie najpierw zajął drugie miejsce w grupie 2, a potem w turnieju finałowym zwyciężył w grupie pierwszej i awansował do Wyższej ligi. W 2017 po nawiązaniu współpracy z klubem Jednist' Płysky (zarejestrowany w 2002) przeniósł się z Czernihowa i zmienił nazwę na Jednist'. Debiutowy sezon na najwyższym poziomie zakończył na siódmej pozycji. W kolejnych trzech sezonach zajmował piątą pozycję. W 2018 po nawiązaniu współpracy ze Szkołą Wyższego Sportowego Mistrzostwa (SzWSM) klub zmienił nazwę na Jednist'-SzWSM Płysky. Po zakończeniu sezonu 2019/20 klub zrezygnował z dalszych występów w Wyższej lidze.

## Barwy klubowe, strój, herb, hymn
|  |  |

Klub ma barwy biało-niebieskie. Piłkarki domowe spotkania zazwyczaj grają w białych koszulkach, granatowych spodenkach oraz białych getrach.

## Sukcesy

### Trofea międzynarodowe
Nie uczestniczył w rozgrywkach europejskich (stan na 31-05-2021).

### Trofea krajowe
piłka nożna
| \| \| Zdobyte trofea w rozgrywkach Ukrainy (stan na: 31-05-2021) \| |                                                            |      |                           |
| Rozgrywki                                                           | Osiągnięcie                                                | Razy | Sezon(y)                  |
| Mistrzostwo                                                         | I miejsce                                                  | 0    |                           |
| Mistrzostwo                                                         | II miejsce                                                 | 0    |                           |
| Mistrzostwo                                                         | III miejsce                                                | 0    |                           |
| Mistrzostwo                                                         | 5.miejsce                                                  | 3    | 2017/18, 2018/19, 2019/20 |
| Puchar                                                              | zdobywca                                                   | 0    |                           |
| Puchar                                                              | finalista                                                  | 0    |                           |
| Puchar                                                              | ćwierćfinalista                                            | 1    | 2019/20                   |
| II liga                                                             | I miejsce                                                  | 1    | 2016 (gr.A finał)         |
| II liga                                                             | II miejsce                                                 | 0    |                           |
| II liga                                                             | III miejsce                                                | 0    |                           |
| Ukraina                                                             | Zdobyte trofea w rozgrywkach Ukrainy (stan na: 31-05-2021) |      |                           |

## Poszczególne sezony
piłka nożna

### Rozgrywki międzynarodowe

#### Europejskie puchary
Nie uczestniczył w rozgrywkach europejskich (stan na 31-05-2021).

### Rozgrywki krajowe
| \| Ukraina \| Bilans występów klubu w rozgrywkach piłkarskich Ukrainy (Stan na 31 maja 2021 r.) \| \| |                                                                                   |        |       |   |   |   |    |    |     |           |        |        |      |
| Poziom                                                                                                | Rozgrywki                                                                         | Sezony | Mecze | Z | R | P | B+ | B– | Pkt | Lata      | Awanse | Spadki | Naj. |
| I | Wyszcza liha                                                                      | 4      |       |   |   |   |    |    |     | 2017–2020 | 0      | 0      | 5    |
| II | Persza liha                                                                       | 2      |       |   |   |   |    |    |     | 2015–2016 | 1      | 0      | 1    |
| | Puchar Ukrainy                                                                    | ?      |       |   |   |   |    |    |     | od 2015   | 0      | 0      | 1/4  |
| Ukraina                                                                                               | Bilans występów klubu w rozgrywkach piłkarskich Ukrainy (Stan na 31 maja 2021 r.) |        |       |   |   |   |    |    |     |           |        |        |      |

## Struktura klubu

### Stadion
Klub rozgrywa swoje mecze domowe na stadionie Jednist' w Płyskach o pojemności 1,5 tys. widzów.

### Inne sekcje
Klub oprócz głównej drużyny prowadzi drużynę młodzieżowe oraz dla dzieci, grające w turniejach miejskich.

## Kibice i rywalizacja z innymi klubami

### Derby
- Junist'-SzWSM Czernihów